# 1952 في الأردن
تسرد المقالة الأحداث التي حدثت خلال عام 1952 في الأردن.

## شاغلي المناصب
- الملك:
  - طلال (تنازل في 11 أغسطس)
  - الحسين (تولى الحكم في 11 أغسطس)
- رئيس الوزراء: توفيق أبو الهدى

## أحداث

### آب / أغسطس
11 أغسطس - أعلان ولي العهد الحسين ملكاً على المملكة الأردنية الهاشمية.